# Rastrococcus biggeri
Rastrococcus biggeri är en insektsart som beskrevs av Williams och Watson 1988. Rastrococcus biggeri ingår i släktet Rastrococcus och familjen ullsköldlöss. Inga underarter finns listade i Catalogue of Life.